# مارتین بی-۱۰
مارتین بی-۱۰ (به انگلیسی: Martin B-10) نخستین بمب‌افکن تک‌باله تمام‌فلزی برای استفاده منظم به دست سپاه هوایی نیروی زمینی ایالات متحده بود که در ماه ژوئن سال ۱۹۳۴ به‌کارگرفته شد. این هواگرد همچنین نخستین بمب‌افکن تولید شده به‌طور انبوه بود که عملکردش نسبت به هواگردهای جنگنده نیروی زمینی ایالات متحده در آن زمان فراتر بود.
بی-۱۰ همچنین به عنوان اسکلت بدنه برای طراحی گونه‌های بی-۱۲، بی-۱۳، بی-۱۴، اِی-۱۵، و او-۴۵ با استفاده از موتورهای پرت اند ویتنی به جای موتورهای رایت سایکلون به‌کارگرفته شد.

## طراحی و توسعه

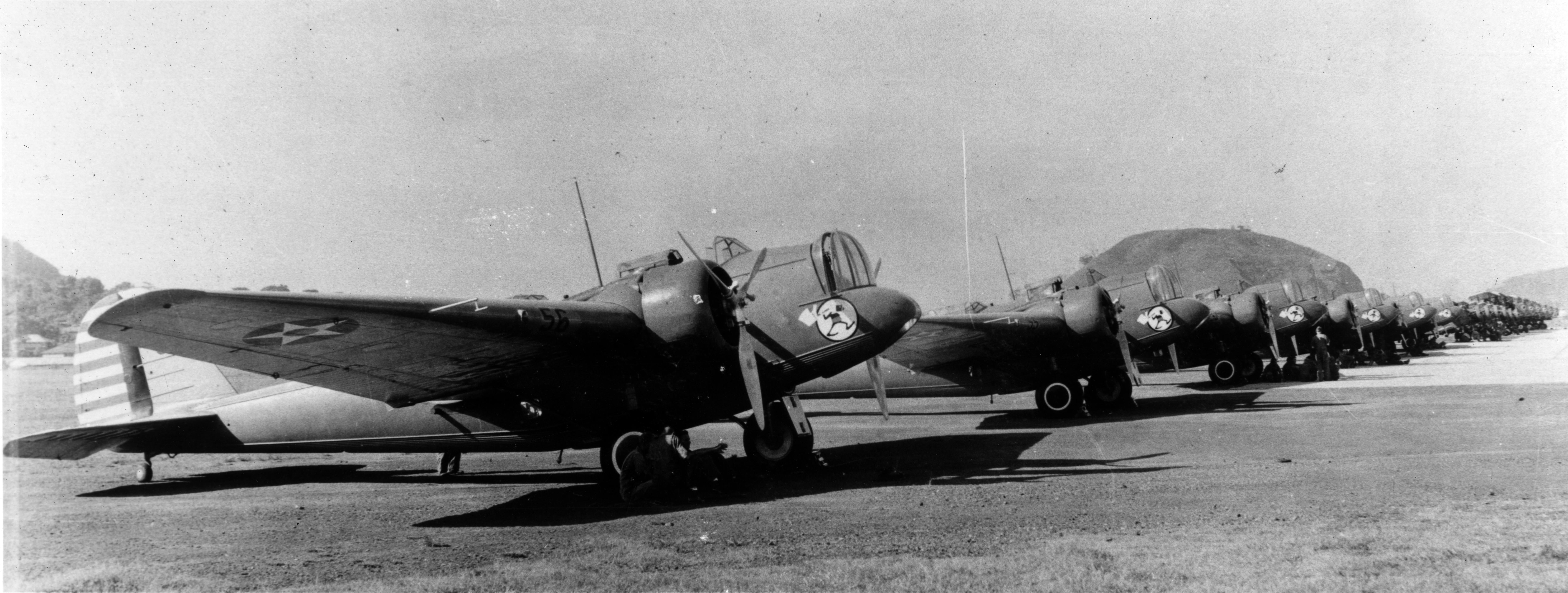
بمب‌افکن تک‌باله مارتین بی-۱۰

بی-۱۰ انقلابی در طراحی بمب‌افکن‌ها آغاز کرد. این هواگرد به صورت تک باله و تمام فلزی ساخته شد. ویژگی‌های به‌کار رفته در این هواگرد مانند کابین بسته، چرخش برجک مسلسل‌ها، چرخ‌های فرود جمع شدنی، مخزن بمب داخلی و روکش‌های کامل محافظ موتور برای چند دهه تبدیل به استانداردی برای طراحی بمب‌افکن‌ها شدند. بی-۱۰ همه بمب‌افکن‌های موجود را به‌طور کامل منسوخ نمود. در سال ۱۹۳۲، شرکت مارتین جایزه کالیر را برای طراحی ایکس بی-۱۰ دریافت نمود.
پروژه بی-۱۰ با نام «مارتین مدل ۱۲۳» آغاز شد، یک سرمایه‌گذاری خصوصی به دست شرکت گلن ال. مارتین در شهر بالتیمور ایالت مریلند، این هواگرد چهار خدمه داشت: خلبان، کمک خلبان، تیربارچی دماغه و تیربارچی درون هواگرد. همانند بمب‌افکن‌های پیشین، چهار محفظه خدمه باز بودند اما یک سری نوآوری‌هایی در طراحی آن به خوبی انجام شده بود.
این نوآوری‌ها، یک شکم عمیق برای یک محفظه بمب درونی و چرخ‌های فرود جمع شدنی را دربرداشت. موتورهای رایت سایکلون اس آر-۱۸۲۰-ای با ۶۰۰ اسب بخار قدرت، نیروی کافی را برای هواگرد فراهم می‌کردند. مارتین گونه ۱۲۳ نخستین پرواز خود را در ۱۶ فوریه ۱۹۳۲ انجام داد و در تاریخ ۲۰ مارس همان سال با شناسه ایکس بی-۹۰۷ برای آزمایش به نیروی زمینی ایالات متحده داده شد. پس از آزمایش برای طراحی و ساخت دوباره با شناسه «ایکس بی-۱۰» به شرکت مارتین بازگردانده شد.
گونه ایکس بی-۱۰ که به نیروی زمینی ایالات متحده تحویل داده شده بود با هواگرد اصلی تفاوت‌های اساسی داشت. در حالی که گونه ۱۲۳ دارای روکش‌های موتور طوقه‌ای توسعه یافته توسط انجمن ملی مشورتی برای هوانوردی بود در ایکس بی-۱۰ از روکش‌های کامل موتور برای کاهش اصطکاک شده بود. ایکس بی-۱۰ همچنین از یک جفت موتور رایت آر-۱۸۲۰–۱۹، ۶۷۵ اسب بخاری بهره می‌برد و ۲٬۴ متر به درازای بال‌های آن افزوده شده بود، و یک برجک ضمیمه دماغه آن شده بود. ایکس بی-۱۰ در زمان یک پرواز آزمایشی در ماه جون، سرعت ۳۱۷ کیلومتر بر ساعت را در ۱٬۸۳۰ متری برجای گذاشت و این یک کارایی خیره‌کننده در برای سال ۱۹۳۲ بود.
به دنبال موفقیت ایکس بی-۱۰، برخی دگرگونی‌ها در آن انجام شد، این دگرگونی‌ها کاهش خدمه به سه نفر، افزودن آسمانه برای جایگاه همه خدمه و یک به روز رسانی در موتورهای ۶۷۵ اسب بخاری را شامل می‌شد. در ۱۷ ژانویه ۱۹۳۳ نیروی زمینی ۴۸ فروند از آن‌ها را سفارش داد. ۱۴ فروند هواگرد نخست وای‌بی-۱۰ نامگذاری شده و از نوامبر ۱۹۳۳ به سپاه هوایی نیروی زمینی ایالات متحده در فرودگاه رایت فیلد سپرده شدند. گونه ساخته شده از ایکس بی-۱۰ با نام وای بی-۱۰ بسیار شبیه نمونه نخستین بودند.

## تاریخچه کاربری
در سال ۱۹۳۵، نیروی زمینی ایالات متحده ۱۰۳ فروند دیگر از مدل بی-۱۰بی سفارش داد. این مدل تنها تفاوت کوچی با گونه وای‌بی-۱۰ داشت.

## ویژگی‌ها (بی-۱۰بی)
ویژگی‌های کلی
- خدمه: ۳ نفر
- طول: ۱۳٬۶ متر (۴۴ فوت و ۹ اینچ)
- طول بال: ۲۱٬۵ متر (۷۰ فوت و ۶ اینچ)
- ارتفاع: ۴٬۷ متر (۱۵ فوت و ۵ اینچ)
- مساحت بال: ۶۳ مترمربع (۶۷۸ فوت مربع)
- وزن خالی: ۴٬۳۹۱ کیلوگرم (۹٬۶۸۱ پوند)
- بیشینه وزن برخاست: ۷٬۴۴۰ کیلوگرم (۱۶٬۴۰۰ پوند)
- نیروی رانشی: ۲ موتور رایت آر-۱۸۲۰–۳۳ (جی-۱۰۲): هر یک ۷۷۵ اسب بخار

کارایی
- حداکثر سرعت: ۳۴۳ کیلومتر بر ساعت (۲۱۳ مایل در ساعت)
- پایاسیر: ۳۱۰٬۶ کیلومتر بر ساعت (۱۹۳ مایل در ساعت)
- حداکثر برد: ۱٬۹۹۶ کیلومتر (۱٬۲۴۰ مایل دریایی)
- سقف پرواز: ۷٬۳۸۰ متر (۲۴٬۲۰۰ فوت)
- سرعت اوج‌گیری: ۴۲۰ متر بر دقیقه
- بارگیری بال: ۱۰۶ کیلوگرم بر متر مربع (۹۵٬۹ پوند بر فوت مربع)
- نسبت نیرو به وزن: ۰٬۱۰۵ اسب بخار بر پوند (۱۷۳ وات بر کیلوگرم)

جنگ‌افزار
- ۳ × مسلسل برونینگ ۷٬۶۲ میلی‌متر (۰٬۳۰ اینچ)
- ۱٬۰۳۰ کیلوگرم بمب (۲٬۲۶۰ پوند)